# 大運動會
《大運動會》是一個跨媒體製作作品，涵蓋遊戲軟體、OVA與電視動畫。
電視動畫版於1997年10月3日至1998年3月27日在日本東京電視網首播，共26集。香港於1999年在無綫電視翡翠台的兒童節目《閃電傳真機》時段播放。
OVA是以故事基本結構、人物設定和關係作為藍本所創作的新故事，共6集，1997年11月25日至1998年6月25日於日本首播。無綫電視翻譯其片名為《超時空金牌小女將：友情篇》，於2000年播放。
新作第2作動畫《大運動會ReSTART！》（日語：バトルアスリーテス 大運動会ReSTART！）以前作100年後的「神·大運動會」為背景，2021年4月11日播放，共12集。

## 登場人物

### 第1作 & OVA登場人物
神崎明（聲優：夏樹莉緒（日）／龍顯蕙（台）／梁少霞（港））
女主角。暱稱「小明」，是御堂巴的獨生女，4999年宇宙小姐第一名，擁有著不輸母親的超強爆發力(加速)和腳程，堪稱人類最強(在最後一集才展現出，超強爆發力)。在TV版的最後打敗復活的御堂巴。第二作主角明星彼方的祖母。
柳田一乃（聲優：久川綾（日）／汪世瑋（台）／鄭麗麗（港））
神崎明在南極訓練學校認識的同學，時常鼓勵她。後期神崎明去大學衛星後兩人分道揚鑣，再度相會時與神崎明在大學衛星的同學克莉絲·克里斯多夫之間不合，兩人常就神崎明的問題而吵嘴。
潔西·卡特蘭德（聲優：伊藤美紀（日）／蔡惠萍（港））
美國人，神崎明在南極訓練學校及大學衛星的同學，以御堂巴為目標。訓練營第一名，被譽為「黃金潔西」，因為出身貧民窟的關係個性非常嚴謹和衝動，曾嚴厲斥責過神崎明但最終兩人合解並成為朋友，曾將愛拉視為自己的對手，最終回協助神崎明對抗宇宙人。
愛拉·巴伐拉斯加·羅絲諾夫斯基（聲優：澤海陽子（日）／盧素娟（港））
俄國人，神崎明在南極訓練學校認識的同學，看得出神崎明潛在實力的人。訓練營第二名，被譽為「白銀愛拉」，與潔西相比個性相較要理性許多，後來和自己的教練結婚，神崎明再度找她想一同對抗宇宙人時已經懷孕。
坦雅·娜提彼塔德（聲優：阪口あや（日）／黃鳳英（港））
非洲人，神崎明在南極訓練學校及大學衛星的同學，個性非常的樂觀和開朗，和神崎明之間關係非常不錯，最終回協助神崎明一同對抗宇宙人。
王鈴花（聲優：川田妙子（日）／黃麗芳（港））
香港人，神崎明在南極訓練學校認識的同學。個性勢利，加上一再用作弊的手段來陷害別人，而和眾角色之間關係非常不好。
克莉絲·克里斯多夫（聲優：川上倫子（日）／朱憶華（台）／陸惠玲（港））
月球人，神崎明在大學衛星的同學，及初學期的拍檔兼同房，中間曾決定回到月球但最終協助神崎明一同對抗宇宙人。非常喜愛神崎明，但跟小明的舊友柳田一乃之間不合兩人時常在吵嘴。
安娜（聲優：矢島晶子（日）／黃麗芳（港））
神崎明在大學衛星的同學，及初學期的拍檔兼同房。十分擅長做菜。
只有在新故事的OVA中為男性，在OVA版第三集為男性，之後被送到男校衛星。
拉麗·菲爾德南多（聲優：山口由里子（日）／袁淑珍（港））
蒙古人，大學衛星二年級生，4997和4998年度的宇宙小姐，以超越御堂巴為目標，最終回協助神崎明一同對抗宇宙人。
米蘭達·阿卡·巴爾達（聲優：岡村明美（日）／鄭麗麗（港））
大學衛星二年級生，4998年宇宙小姐第二名，將拉麗·菲爾德南多視作勁敵。比賽作風殘暴。最終回協助神崎明一同對抗宇宙人。
格蘭·歐魯德曼（聲優：中田浩二）
大學衛星校長。也是故事中剛開始以體育競技代替戰爭時的初代宇宙先生，可謂是活生生的人造超人。(只是這段歷史基本只有動畫&OVA過場會看到，實際展現他退役多年仍身手未曾衰退的橋段只有 1.神出鬼沒的出現在女澡堂 2.與男校衛星校長對峙在對方衣服後不知不覺地寫上簽名並不被對方在衣服上留記號而完勝 3.空手停下剎車失靈的南極訓練學校往大學衛星宇宙接駁船救了神崎明等人一命，設定為女校的大學衛星學員們比較崇拜宇宙小姐，順帶一提OVA設定裡男校衛星的校長則是永遠屈居格蘭校長之後的第二名，第三名之後才是外星人)
唐島由美香（聲優：折笠愛）
南極訓練學校醫護員。
神奇先生（聲優：石塚運昇）
曾訓練出7位宇宙小姐的名教練，真實身分為神崎明的父親——神崎大佐衛門（神崎 大佐ヱ門），隱瞞身份期間對女兒神崎明十分嚴格，甚至培養克莉絲·克里斯多夫想藉此激發出前者的實力，於宇宙人入侵地球時被揭發其身份。
艾力克（聲優：井上和彦）
神奇先生的主治醫生。
御堂巴（聲優：高橋美紀（日）／袁淑珍（港））
神崎明的母親，16歲成為史上最年輕的宇宙小姐，在18歲退出體育界之前沒有任何落敗紀錄，被喻為「秒速之女神」、「田徑場上無敵的玫瑰」，宛若神話般的存在。堅持以愛的教育養育神崎明，對神崎明十分溫柔。在神崎明小時候病故,於TV版25集遭外星人女皇使用其技術復活用來對付小明一行人,落敗後與神奇先生接吻回復其記憶並一同生活(但身心狀態仍維持其17歲的樣貌)。

### 第2作（ReSTART!）登場人物
明星彼方（聲優：諸星堇）
地球代表，北方大地馬鈴薯農家的女兒，身體能力超群、性格開朗大方的老好人。非常尊敬引導自己進入運動世界的祖母。最終話證實是神崎明的孫女。
伊娃·加倫斯坦（聲優：石川由依）
殖民地「馮·埃斯克拉沃」的代表，擁有超人般的能力，在各項運動中皆拔得頭籌。與其他宇宙撫子候補生不相來往，充滿了謎團。
雪莉·王（聲優：富田美憂）
金星代表，背負著家族稱霸大運動會的夙願，但在一次事故中失去了右手臂和左腿，此後透過不懈的努力成為裝備義肢參賽的選手。討厭被人同情。
莉迪亞·卡特蘭德（聲優：鬼頭明里）
火星代表，作為死之商人而受人忌諱的卡特蘭德集團之女。
雅娜·克里斯多夫（聲優：早見沙織）
月球代表，身為難民，為了結束紛爭而決心成為宇宙撫子。
帕莉亞·雷斯比奇（聲優：南條光）
冥王星代表，文武雙全的天才少女，為發展冥王星的医療技術而成為宇宙撫子候補生。

## 動畫

### 第1作
第1作於1997年10月3日至1998年3月27日在日本播出。

#### 動畫製作人員
- 原作（原案）：林宏樹
- 監督：秋山勝仁
- 系列構成：倉田英之、黑田洋介
- 人物設定：奥田淳
- 音樂：周防義和
- 動畫制作：AIC
- 製作：東京電視台、softx、Pioneer LDC

#### 主題曲
片頭曲
- 「Tsubasa」 主唱：朝倉ゆかり
- 「非一般格鬥」主唱：唐韋琪 (香港版主題曲)

片尾曲
- 「ハニー・ビー」(HONEY BEE)  主唱：ジャミック・スプーン (第1～25集)
- 「Tsubasa」 主唱：朝倉ゆかり (第26話)

### 第2作
第2作於2021年4月開始在日本播出。

#### 動畫製作人員
- 原案：林宏樹
- 監督：佐佐木勅嘉
- 系列構成：香椎葉平
- 人物設定：春山和則
- 美術監督：中原英統
- 色彩設計：近藤直登
- 攝影監督：堀川和人
- 音響監督：中野徹
- 音樂：hisakuni、賀佐泰洋、山崎真吾、曾木琢磨、高橋祐子、冨田一輝、橫地健太
- 劇伴制作：SUPA LOVE
- 制作：Animation StudiO Seven

#### 主題曲
片頭曲
作詞、作曲、編曲：OSTER project，主唱：諏訪奈奈香
片尾曲
主唱：近藤玲奈

## 遊戲
- 《大運動會》從SS-Game移植PC-Game日文版由日本TGL販售，中文版則由台灣帝技爺如進行中文化的製作、智冠科技總經銷。
- 《大運動會》PS-Game由日本AIC開發，iPC販售。